# Velîka Luka, raionul Ternopil, regiunea Ternopil
Velîka Luka (în ucraineană Велика Лука) este localitatea de reședință a comunei Velîka Luka din raionul Ternopil, regiunea Ternopil, Ucraina.

## Demografie
Componența lingvistică a localității Velîka Luka
     Ucraineană (99,84%)
     Alte limbi (0,16%)
Conform recensământului din 2001, majoritatea populației localității Velîka Luka era vorbitoare de ucraineană (99,84%), existând în minoritate și vorbitori de alte limbi.